# Góa
Góa là tình trạng hôn nhân trong đó một người có chồng hoặc vợ đã chết. Người phụ nữ có chồng đã mất được gọi là góa phụ hay quả phụ goá chồng ; người đàn ông có vợ đã mất thì gọi là quan phu hay góa vợ. Tình trạng góa chấm dứt khi họ tái hôn hợp pháp (không kể việc sống chung với người khác ngoài hôn nhân).

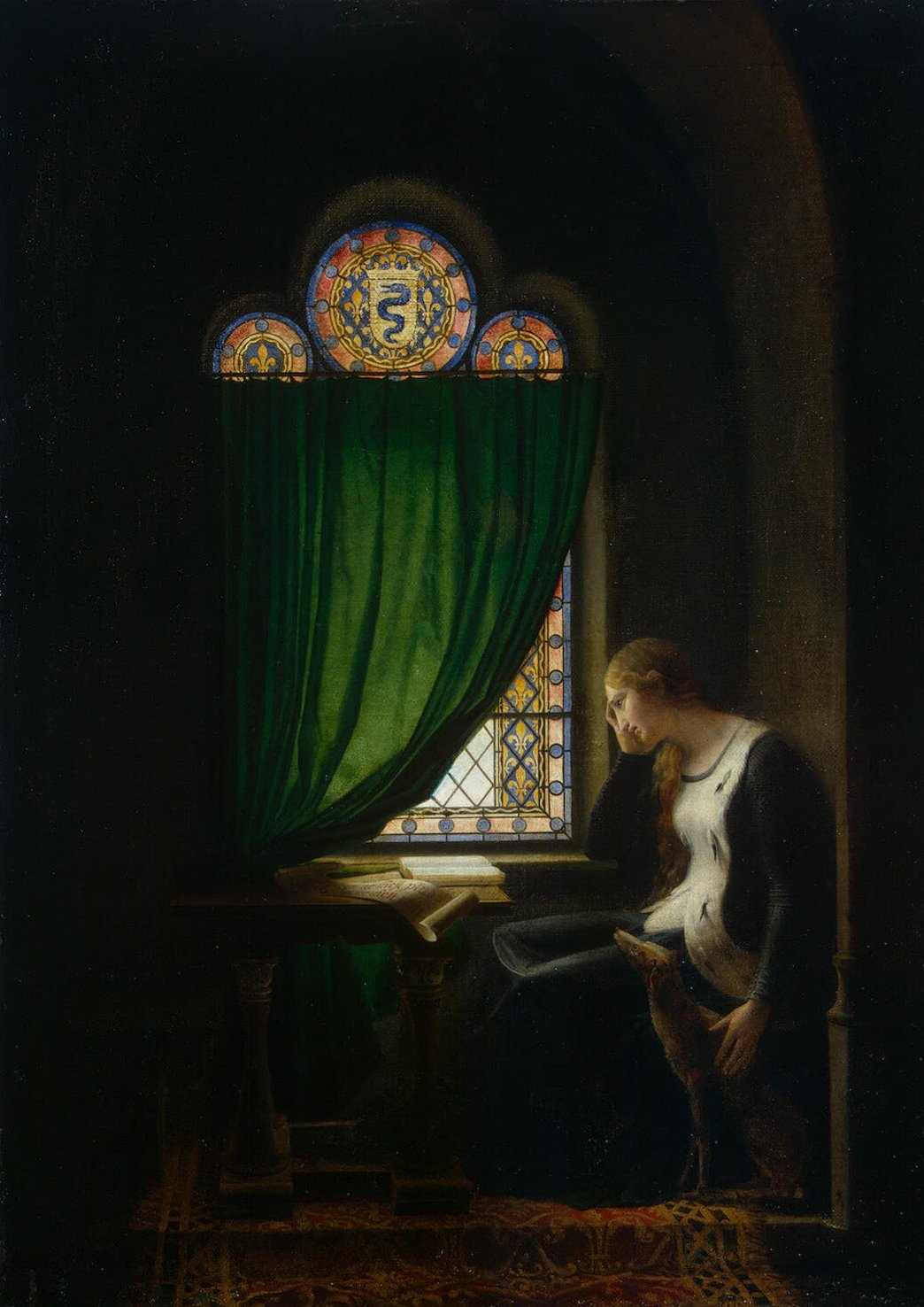
Khóc thương chồng, tranh của Fleury-François Richard

## Góa trong văn hóa đời sống

### Đạo Hindu

Tượng tôn vinh những góa phụ nuôi con trong thời chiến tại đền Yasukuni

Theo đạo Hindu, người phụ nữ góa chồng có thể phải thực hiện những tập tục như:
- Cạo đầu để tưởng nhớ người chồng đã mất.
- Không được tô chấm đỏ bindi trên trán, không được đeo trang sức.
- Đi chân trần
- Không được để dấu Sindoor trên đầu
- Phụ nữ Đạo Hindu góa phụ chỉ mặc Saree màu nhạt. hoặc là mặc Saree Trắng, Chứ không được mặc saree có màu sắc rực rỡ.

### Nho giáo
Theo quan điểm của nho giáo khi chồng mất thì người phụ nữ phải ở nhà thờ chồng và không được đi bước nữa. Người phụ nữ phải ở giá suốt đời và nuôi dạy con một mình.

### Công giáo
Quan niệm của đạo Công giáo về hôn nhân là hai vợ chồng "không còn là hai, nhưng chỉ là một xương một thịt" (Mt 19, 6). Điều duy nhất có thể phá vỡ sợi dây hôn nhân là cái chết. Tuy nhiên, nếu người vợ hoặc người chồng chết cách tự nhiên (không phải do mưu đồ của người phối ngẫu), người còn lại được tự do tái hôn với người hợp thức theo Giáo luật. Thánh Phaolô thậm chí khuyến khích những quả phụ trẻ nên tái hôn trong Thư thứ nhất gửi ông Timôthê (1 Tm, 14).

### Hồi giáo
Người theo đạo Hồi không được phép hỏi cưới góa phụ hay phụ nữ ly dị chồng khi chưa qua thời gian Iddah. Nếu muốn, anh ta chỉ có thể nói bóng gió nói về nguyện vọng kết hôn của mình nhưng không được phép tuyên bố công khai. "Và các ngươi không có tội nếu các ngươi gián tiếp ngỏ lời đính hôn với các phụ nữ hoặc giữ kín trong lòng các ngươi." (Qur'an, 2: 235)
Theo Hồi giáo thì góa phụ không được phép kết hôn trong thời gian Iddah để tránh lẫn lộn con cái giữa hai cuộc hôn nhân trước và sau. Iddah kéo dài bao lâu không hoàn toàn giống nhau mà phụ thuộc vào thực trạng của người phụ nữ, cụ thể là đối với phụ nữ có thai, thời gian Iddah kéo dài đến khi sinh con. Đối với góa phụ không có thai, thời gian Iddah kéo dài bốn tháng mười ngày lịch âm; đối với phụ nữ ly hôn, kinh nguyệt đều, thời gian Iddah kéo dài ba kỳ kinh nguyệt; đối với phụ nữ không có kinh nguyệt (do còn nhỏ tuổi hay đã mãn kinh hoặc rối loạn kinh nguyệt), thời gian Iddah kéo dài ba tháng.